# Бобрицш
Бобрицш (њем. Bobritzsch) општина је у њемачкој савезној држави Саксонија. Једно је од 61 општинског средишта округа Средња Саксонија. Према процјени из 2010. у општини је живјело 4.596 становника. Посједује регионалну шифру (AGS) 14522030.

## Географски и демографски подаци
Бобрицш се налази у савезној држави Саксонија у округу Средња Саксонија. Општина се налази на надморској висини од 458 метара. Површина општине износи 49,7 km².

## Становништво
У самом мјесту је, према процјени из 2010. године, живјело 4.596 становника. Просјечна густина становништва износи 92 становника/km².

## Међународна сарадња
| Мјесто | Држава   | Врста сарадње | Од    |
| ------ | -------- | ------------- | ----- |
|        | Парагвај | партнерство   | 2004. |
| Извор  |          |               |       |